# Іокасте (супутник)
Іокасте (грец. Ιοκάστη) — супутник Юпітера, відомий також під назвою Юпітер XXVII.

## Відкриття
Був відкритий 23 листопада 2000 року групою астрономів з Гавайського університету під керівництвом Скотта Шеппарда. Отримав тимчасове значення S/2000 J 3. В жовтні 2003 року Міжнародний астрономічний союз присвоїв супутнику офіційну назву Іокасте в честь персонажа з грецької міфології .

## Орбіта
Супутник проходить повний оберт навколо Юпітера на відстані приблизно 21 269 000 км за 631 діб та 12 годин. Орбіта має ексцентриситет 0,216. Нахил ретроградної орбіти до локальної площини Лапласа 149,4°. Знаходиться у групі Ананке.

## Фізичні характеристики
Діаметр Іокасте приблизно 5 кілометрів. Оціночна густина 2,6 г/см³. Супутник складається переважно з силікатних порід. Дуже темна поверхня має альбедо 0,04. Зоряна величина дорівнює 21,8m.